# Erdőss Pál
Erdőss Pál (Dunaföldvár, 1947. február 9. – Budapest, 2007. február 14.) Balázs Béla-díjas magyar filmrendező.

## Életpályája
Pályáját a Magyar Televízióban kezdte, ahol 1965–1967 között felvételvezető és rendezőasszisztens volt. 1967-től 1972-ig a Mafilm-nél rendezőasszisztensként dolgozott. 1972–1980 között a Magyar Televízió, 1980–1986 között a Dárday István vezetésével működő Társulás Filmstúdió rendezője, majd a Hétfői Műhely Stúdió igazgató-helyettese volt.
Első önálló rendezésére a Balázs Béla Studióban nyílt lehetősége. Legtöbb filmjét a Társulás Stúdió alkotójaként rendezte, köztük első nagyjátékfilmjét (Adj király katonát!), mely a cannes-i fesztiválon a legjobb első filmnek járó Arany Kamera díjat kapta (1983). Filmjeiben a dokumentarista irányzatot követte, a valóságközeli dokumentarista stílust játékfilmjeiben sikerrel juttatta érvényre. Számos tv-filmet rendezett és irányításával készültek a televízió Megidézett történelem és A 20. század vitatott személyei című történelmi sorozatai is.

## Filmjei
| - Szalay Sándor akadémikus - Sándor, lemossuk a gyalázatot! - Marton Lajos - Magyar történelmi arcképcsarnok - Kilencszáz év üzenete - Jövőnk záloga a család - Interferenciák - Headway - Hajdanában, danában... - Europica Varietas - Arthur Miller: Az ügynök halála (színházi előadás felvétele) - A rendszer logikájából - Virágvasárnap (1969) - Én vagyok Jeromos (1970) - Madárkák (1971) - Horizont (1971) - Valami mást... (1972) - Utazás Jakabbal (1972) - Volt egyszer egy család (1972) - Regruták (1973) - Petőfi ’73 (1973) - Kakuk Marci (1973) - Álljon meg a menet! (1973) - Álmodó ifjúság (1974) - A járvány (1975) - Az utolsó tánctanár (1975) - Hajdúk (1975) - Jutalomutazás (1975) - Kenyér és cigaretta (1975) - Ékezet (1977) - Tárgyilagosan (1977) - Egyszeregy (1978) - Iskolai végzettsége nincs (1979) - Gondozza az állam (1979) - A baj ott kezdődik (1980) - A föld nem tud futni (1980) - Békeidő (1980) - Adj király katonát! (1982) - ...vagyunk az Ifjú Gárda... (1983) - Hazárdjáték (1984) - Visszaszámlálás (1986) | - Gondviselés (1987) - Filmszemle ’87 (1987) - Pókok (1989) - Családi kör (1989, 1999-2000) - A túlélés ára (1990) - Homo novus (1990) - Erózió (film) (1992) - Kölcsönkapott idő (1993) (producer is) - Fényérzékeny történet (1993) (író is) - Gyerekgyilkosságok (1993) (író is) - Vérvonal (1993) - Hárman a Hafer utcából (1994) - A naplopó (1994) - Gyilkos kedv (1996) - Érzékek iskolaja (1996) (író is) - Rendszerváltó évek (1997) - Színészfejedelem (1998) - Apa és fia (1998) - Családi album (2000-2002) (író is) - Magyarok Portugáliában (2000) - Lisszabon II. (2000) - A Szent Korona kálváriája (2000) - Határtalanul (2001) - A nemzet oltára (2001) - Műemlékvédelem Hollandiában (2002) - A tudomány kincsesháza (2002) - Vitatott személyek (2003) - Térképek és városképek (2003) - Párhuzamos életutak (2003) - Nagy Imre első kormánya (2003) - Medicik és magyarok (2003) - Ezer év ezernyi emlék (2003) - Kiliki a Földön (2004) - Kapcsolj fénysebességre (2004) - A Habsburgok és Magyarország (2004) - Üvegfal (2005) - Utas és holdvilág (2005) - Róma pápái és a magyarok (2005) - Indián nyár (2006) - Budakeszi srácok (2006) |

## Díjai
- A filmszemle díja (1983)
- Arany Kamera-díj (Cannes, 1983)
- Arany Leopárd-díj (Locarno, 1983)
- Gene Moskowitz-díj (1986)
- Balázs Béla-díj (1987)
- Troiai nagydíj (1991)